# Heathen (musikalbum)
Heathen är det norska black metal-bandet Aeternus sjunde studioalbum. Albumet utgavs 2018 av skivbolaget Dark Essence Records (dotterbolag till Karisma Records).

## Låtlista
1. "Hedning" – 6:06
2. "The Sword of Retribution" – 4:49
3. "Conjuring of the Gentiles" – 6:29
4. "The Significance of Iblis" – 3:58
5. "How Opaque the Disguise of the Adversary" – 4:31
6. "Boudica" – 4:48
7. "‘Illa Mayyit" – 5:06

## Medverkande
Musiker
- Ares (Ronny Brandt Hovland) – sång, gitarr
- Phobos (Elefterios Santorinios) – trummor
- Eld (Frode Kilvik) – basgitarr

### Fotnoter
1. ↑  Heathen på discogs.com